# Хугльфинг
Хугльфинг (нем. Huglfing) — община в Германии, в земле Бавария. 
Подчиняется административному округу Верхняя Бавария. Входит в состав района Вайльхайм-Шонгау. Подчиняется управлению Хугльфинг.  Население составляет 2563 человека (на 31 декабря 2010 года). Занимает площадь 24,36 км².